# Porcellio quercuum
Porcellio quercuum là một loài chân đều trong họ Porcellionidae. Loài này được Verhoeff miêu tả khoa học năm 1952.